# Levante (Wind)
Der Levante ist ein warmer Wind der Stärke 3–5, seltener bis zu 8. Er folgt oftmals dem Mistral. 
Entstehungsgebiet ist das westliche Mittelmeer zwischen Spanien (die Ostküste wird als Levante bezeichnet) und nordafrikanischer Küste. Der Wind weht dort von Osten kommend (Ostwind) in westlicher Richtung. Durch die Sierra Nevada im Norden und den Atlas im Süden begrenzt, wird der Wind beschleunigt und durch die Straße von Gibraltar gepresst, um dann auf dem Atlantik wieder an Energie zu verlieren. Der Levante ist das ganze Jahr über in unregelmäßigen Abständen zu beobachten. In der Regel taucht dieses Phänomen alle zwei bis drei Wochen mit einer Dauer von drei bis fünf Tagen auf. Am stärksten ist der Levante zwischen Mai und Oktober. Die höchsten Geschwindigkeiten werden in der Straße von Gibraltar erreicht.
Surfer und Kiter nutzen diesen Wind an der Costa de la Luz zwischen Tarifa und Cádiz. 
Das Gegenstück zum Levante bildet der Poniente, der aus westlicher Richtung weht. Im Vergleich zum Levante ist er jedoch kühler, da die Luftmassen vom Atlantik kommen. Außerdem erreicht er meist geringere Windstärken als der Levante. 